# Павел Сапіга (1860–1934)

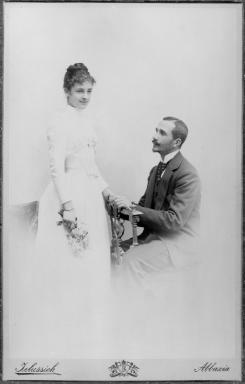
Павел Сапега з дружиною

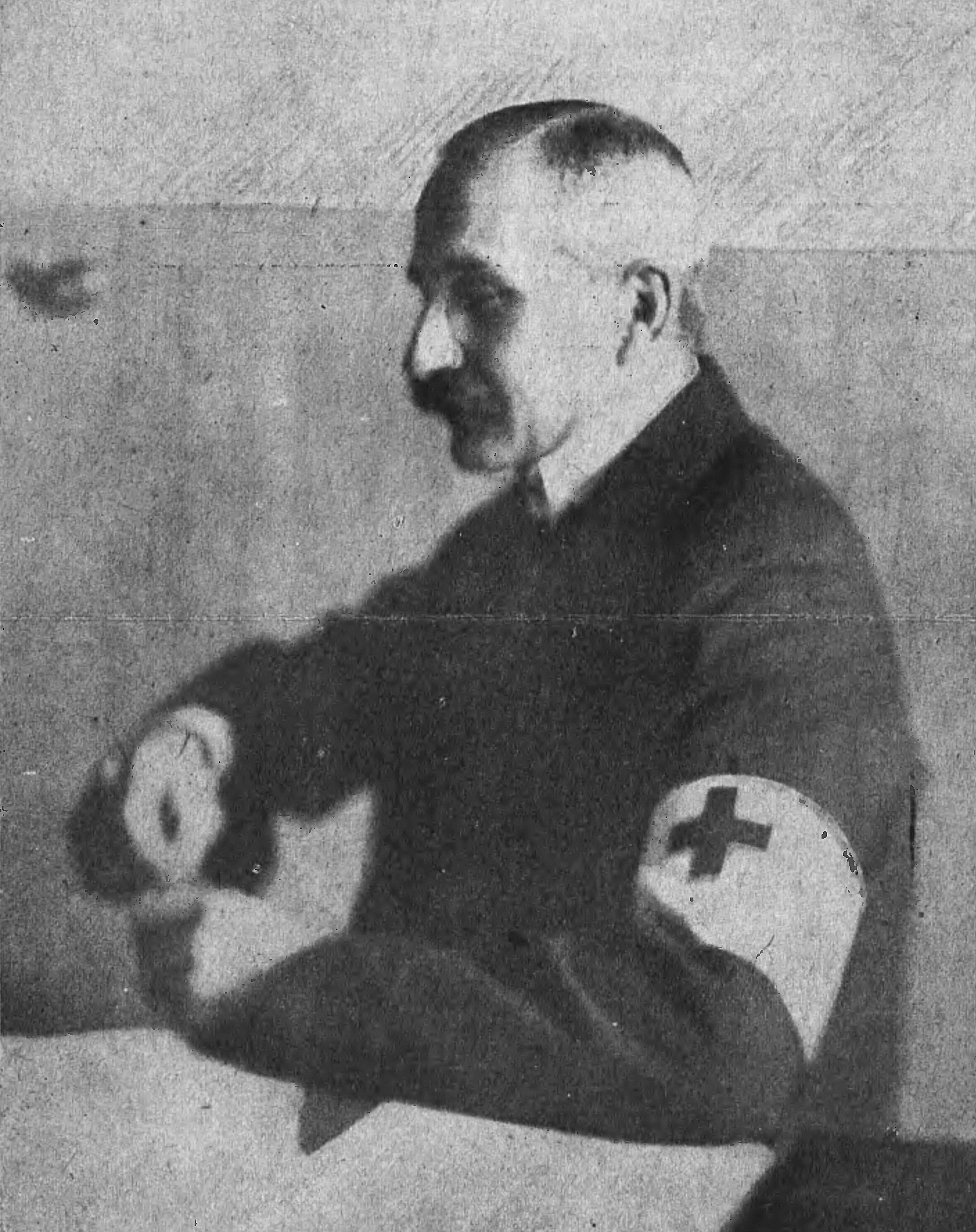
Під час Першої світової війни Павел Сапега був президентом Польського Червоного Хреста

Павел Ян Сапіга (1 вересня 1860, Гумниська — 31 травня 1934, Седлисько) — представник магнатського роду Сапіг, перший президент Польського Червоного Хреста.

## Біографія
Павел Ян Сапега, власник Седлиська, народився 1 вересня 1860 року в Гумніській біля Тарнова (в домі своєї бабусі Ізабели Сангушкової, уродженої Любомирської), як третій син Адама Станіслава Сапіги та Ядвіги Сапіжиної, уродженої Сангушко. Він мав ще чотирьох братів: Владислава Леона, Леона Павла, Яна Пьотра, Адама Стефана та двох сестер: Марію Ядвігу та Гелену Марію. Походив із могутньої, давньої та заслуженої для Речі Посполитої та Польщі родини.
Дитячі роки Павела пройшли між Красичином і Львовом, де його дід Леон і бабуся Ядвіга мали будинок на вулиці Коперніка, 40. Там він закінчив середню школу, а після військової служби вивчав право в університетах Праги, Відня та Кракова. Після закінчення навчання був прийнятий на державну службу спочатку конципієнтом, а потім комісаром старости в Перемишлі. В результаті втручання батька, який хотів, щоб його син глибше познайомився з роботою в державній адміністрації, у травні 1885 року його перевели до Боснії, де він провів три роки, працюючи послідовно в Сараєво та Мостарі.
Його дуже цікавили подорожі. Коли випадала нагода, він намагався побачити якомога більше світу. У 1888 році, перебуваючи у відпустці зі своїм батьком і братом Адамом у Женеві, він вирішив разом із братом відвідати Константинополь і Каїр. У Каїрі Адам відділився і відправився до Святої Землі, а Павел, попередньо отримавши відпустку з роботи, вирушив до Індії. Під час своїх подорожей він побував не тільки в цій країні, а й у Бірмі, Китаї, Японії та Кореї, а також на Рюкю, що славиться своїми дорогоцінними лаковими виробами. Зі своєї подорожі на Схід він привіз колекцію складних виробів з чорного дерева, порцеляни, зброї, вишивки і навіть оригінальні кімоно. Пізніше ці речі стали частиною виставки, яку він влаштував для Католицької читальні у Львові. Наприкінці липня 1889 року він вирішив повернутися до Європи. Він вирушив з Пекіна на коні степами Монголії, Сибіру, Іркутська, Байкалу, Олександрівська, Красноярська і прибув до Томська, де пробув надовго. Відпочивши, він продовжив шлях — на санях через Омськ, потім залізницею до Єкатеринбурга, далі через Урал до Уфи і Європейською залізницею. Зиму 1890 року він провів у Санкт-Петербурзі, де шукав російського «підданства», щоб одружитися з Софінетою Браницькою з Білої Церкви, що мало запобігти переходу маєтку Браницьких і пов'язаних з ним поляків під російську адміністрацію. Однак подружнім планам не судилося здійснитися, тому Павел повернувся до Галичини, щоб продовжити роботу в державній адміністрації та опікуватися маєтком Седлисько, яким володіла родина.
Маєток Седлисько придбав батько Павела, Адам, у 1874 році у попереднього власника Юзефа Яблоновського за 600 000 австрійських гульденів. До маєтку входили: Седлисько, Рата і Гребенне разом з різними об'єктами в Раві Руській.
Під час карнавалу у Львові 1892 року він познайомився зі своєю майбутньою дружиною, 19-річною Матильдою Віндіш-Гретц, донькою коменданта Львівського корпусу Людвіка Віндіш-Гретца та Валерії, уродженої Дежевфі. Менш ніж через два місяці, 5 квітня 1892 року, відбулися заручини молодих в Абачі, однак через слабке здоров'я Павела, виснаженого східними подорожами, і хвороби Матильди (черевний тиф) весілля кілька разів відкладалося. Ще однією перешкодою, яка занурила всю родину в глибоку скорботу, була смерть старшого брата Павела, Леона, 8 лютого 1893 року в Більчі Злотому. Нарешті 14 березня 1893 року у Львові в тісному родинному колі відбулося довгоочікуване весілля Павела та Матильди, після чого молодята на кілька тижнів вирушили до Седлиська.
Жила молодь, як і планувалося, у переобладнаних бараках, які спільними зусиллями хотіли перетворити на справжній «палац». На жаль, довелося ще трохи почекати, бо після кількатижневої відпустки Павел мав повернутися до Львова, де обіймав посаду секретаря намісництва. На той час вони жили в будинку Сапєгів на вулиці Коперніка, 40. Там 24 грудня 1893 року народилася перша дитина Матильди та Павела — донька Ельжбета Марія.
У 1894 році родина Сапєгів працювала на Крайовій виставці у Львові, президентом якої був обраний старший родини Адам. Виставка стала великою суспільно-політичною подією. Її відвідував ерцгерцог Карл Людовік з дружиною Марією Терезією і навіть сам імператор Франц Йосиф І. Влітку 1895 року він обійняв посаду старости в Ясло, що означало довше перебування родини в цьому місті. Там же він познайомився з діячами селянського руху Яном Стапінським та о. Станіславом Стояловським. Він також мав нагоду почути їхні думки щодо селянських справ. Тим часом 19 листопада 1896 року в Ясло народився перший син Матильди та Павела Альфред.
У 1897 році відбулися вибори до Державної ради, на яких, незважаючи на небажання як самого себе, так і його батька й тестя, Павел, захоплений підтримкою, яку отримав, балотувався і був обраний. Його обрання призвело до того, що він покинув Ясло та частенько відвідував Відень, де став членом Польського кола у віденському парламенті. Під час сесій він дуже займався справою збереження релігії в школах. У 1901 році його знову обрали до Державної Ради, цього разу від міст: Жовкви, Сокаля та Рави Руської. У 1906 році отримав звання почесного громадянина міста Сокаль.
Паралельно герцогиня знову готувалася до ролі матері. 13 лютого 1899 року у Львові народилася друга дочка, яку назвали Марією Ядвігою. Але ця радісна подія збіглася з банкрутством Львівського кредитового банку, президентом якого був Адам Сапега, батько Павела. Через цю трагічну подію родина, особливо принц Адам, втратила величезні гроші, але всі борги були погашені. Справа про банкрутство особливо вплинула на старшого члена родини, який відтоді захворів і помер 21 липня 1903 року. Але раніше, 17 травня 1900 року, в Седлисько народився їхній пізніший власник, другий син Матильди та Павела, тезка свого батька — Павел Марія (молодший).
У 1905 р. став головою повітової ради Комітету позичкової каси в Раві Руській, а потім став депутатом сейму. Він був палким захисником усіляких католицьких об'єднань, часто виступав на католицьких мітингах. У той час, 5 липня 1906 року, народилася остання з дітей — донька Матильда Марія. 1906—1912 рр. — час діяльності багатьох організацій — Товариства приватних чиновників у Львові, Католицької організації, Позичкової каси. У 1912 році на Євхаристійному конгресі він був кооптований до комітету з метою організації Всесвітніх євхаристійних конгресів. Член і активіст Галицького господарського товариства, член його комітету (10.06.1909 — 20.06.1914).
На початку 1913 р. його обрали президентом Товариства Червоного Хреста Галичини, і це завдання його повністю поглинуло. Особливо це проявилося під час Першої світової війни. Потім родина Сапіг переїхала з Седлиська до Львова, де він почав організовувати шпиталі, імпортувати білизну та ліки для хворих. Під час російського наступу, який загрожував місту, Сапіги виїхали до Кракова, де старший із синів Павела Альфред приєднався до австро-угорської армії. Загинув 5 червня 1916 р. біля Сапанова біля Кшеменця.
Після закінчення війни, на початку 1919 року, він залишив посаду президента Червоного Хреста і повністю присвятив себе роботі в маєтку. Він відбудував млини на Раті та Боровому, а в 1921 році продав збитковий маєток Мости Великі. У 1920 році родина, якій загрожувала наближення червоної армії, була евакуйована з Седлиська. Того ж року в кінному бою з військами Будьонного під Комаровом біля Замостя.
Повоєнні роки пов'язані переважно з роботою в маєтку, розвитком інфраструктури господарства та участю в роботі кількох католицьких організацій. На початку грудня 1928 року Марія вступила до монастиря сестер Непорочних у Язловці. Незважаючи на те, що стан здоров'я Павела постійно погіршувався, у 1929 році він разом із братом Адамом вирушив у подорож до Єгипту та Святої Землі. У 1930 р. брав участь у роботі Євхаристійного конгресу в Тунісі, був присутній на засіданнях членів конгресу в Парижі та Римі.
Влітку 1933 року він збирався виїхати до Лондона, де мало відбутися весілля Павела (молодшого) та Віргілії Петерсон. На жаль, через хворобу серця він залишився в Седлисько. Наприкінці січня 1934 року він захворів на стенокардію і після чотиримісячної хвороби, прийнявши таїнства, закінчив своє життя в Седлисько 31 травня 1934 року у віці 74 років. Незадовго до смерті він дізнався про народження своєї першої онуки Кристини, народженої 15 травня 1934 року у Відні, доньки Павела (молодшого) та Віргілії. Після смерті батька управління маєтком у Седлисько, що охоплював 5000 га, перебрав його син Павел (молодший), який змінив інтер'єр маєтку та провів кілька реформ в управлінні садибними господарствами. На похорон Павела Сапіги прийшла вся родина. Після панахиди труп поклали в крипту під вівтарем церкви. Так закінчилася історія життя Павела Сапєги, людини «неперевершеного розуму і ще більших здібностей».
Нащадки Павела та Матильди Сапіг оселилися в Кракові, Лондоні та США.